# Harold Keith Johnson Chair of Military History
Der Harold Keith Johnson Chair of Military History ist ein Scholar-in-Residence-Programm, welches 1978 in Andenken an General Harold Keith Johnson, von 1964 bis 1968 Chief of Staff of the Army, am U.S. Army Military History Institute (USAMHI) in Carlisle, Pennsylvania begründet wurde. Bereits 1972 entstand als direkter Vorläufer eine jährliche Gastprofessur der U.S. Army Military History Research Collection (1977 umbenannte in USAMHI). Diese wurde erstmals durch Theodore Ropp übernommen. 2006 erfolgte der Umzug in das United States Army War College (USAWC), Carlisle Barracks. Heute untersteht der Chair dem Department of National Security and Strategy (DNSS) am USAWC. Ziel war es, wissenschaftliche Militärgeschichte in ein militärisches Umfeld zu integrieren. Dies wurde verwirklicht durch die Verpflichtung der renommiertesten amerikanischen Wissenschaftler in diesem Bereich.

## Inhaber
- 1972/73: Theodore Ropp
- 1973/74: Russell F. Weigley
- 1974/75: John W. Shy
- 1975/76: Martin Blumenson
- 1976/77: Hugh M. Cole
- 1977/78: John F. Mahon
- 1978/79: Harold C. Deutsch
- 1979/80: Clayton James
- 1980/81: Richard H. Kohn
- 1981/82: Charles P. Roland
- 1982/83: Jay Luvaas
- 1983/84: Daniel R. Beaver
- 1984/85: Graham A. Cosmas
- 1985/86: Claude C. Sturgill
- 1986/87: Edward M. Coffman
- 1987/88: Richard P. Hallion
- 1988/89: Alex F. Roland
- 1989/90: Stephen E. Ambrose
- 1990/91: Jerry M. Cooper
- 1991/92: Joseph T. Glatthaar
- 1992/93: vakant
- 1993/94: Carol Reardon
- 1994/95: Harold W. Nelson
- 1995/96: Robert A. Doughty
- 1996/97: vakant
- 1997/98: vakant
- 1998/99: Williamson Murray
- 1999/00: Brian McAllister Linn
- 2000/01: Eugenia C. Kiesling
- 2001/02: Tami D. Biddle
- 2002/03: vakant
- 2003/04: Alexander S. Cochran
- 2004/05: Mark A. Stoler
- 2005/06: Ronald H. Spector
- 2006/07: vakant
- 2007/08: Richard J. Sommers
- 2008/09: Mark Grimsley
- 2009/10: Mark Grimsley
- 2010/11: Michael S. Neiberg
- 2011/12: Carol Reardon
- 1012/13: William T. Allison
- 2013/14: Robert M. Citino
- 2014/15: Robert M. Citino
- 2015/16: Wayne E. Lee
- 2016/17: Holly A. Mayer